# Addison (línea Azul)
Addison es una estación en la línea Azul del Metro de Chicago. La estación se encuentra localizada en 3622 West Addison Street en Chicago, Illinois. La estación Addison fue inaugurada el 1 de febrero de 1970.  La Autoridad de Tránsito de Chicago es la encargada por el mantenimiento y administración de la estación. La estación se encuentra en el centro del Kennedy Expressway.

## Descripción
La estación Addison cuenta con 1 plataforma central y 2 vías. 

## Conexiones
La estación es abastecida por las siguientes conexiones: 
- Rutas del CTA Buses: #152 Addison